# Proclitus tricolor
Proclitus tricolor là một loài tò vò trong họ Ichneumonidae.